# Amund Grøndahl Jansen
Amund Grøndahl Jansen (Nes, 11 februari 1994) is een Noors wielrenner die anno 2025 rijdt voor Uno-X Mobility.

## Carrière
In 2014 won Grøndahl Jansen het bergklassement van de Ronde van Noorwegen met een voorsprong van twee punten op Krister Hagen. Twee jaar later won hij het eindklassement van de ZLM Tour na op de eerste dag de ploegentijdrit te hebben gewonnen.
In de Ronde van Gironde in 2016 wist Grøndahl Jansen de tweede etappe te winnen met een voorsprong van 44 seconden op Marcel Meisen en Matthias Le Turnier. Hierdoor nam hij de leiderstrui over van zijn land- en ploeggenoot Truls Engen Korsæth, die de eerste etappe had gewonnen.
In 2019 werd Grøndahl Jansen Noors kampioen op de weg; hij versloeg zijn medevluchters Andreas Leknessund en Carl Fredrik Hagen in de sprint.

## Overwinningen
2011
4e etappe Ronde van Nedersaksen, Junioren
2014
Bergklassement Ronde van Noorwegen
2016
1e etappe ZLM Tour (ploegentijdrit)
Eindklassement ZLM Tour
2e etappe Ronde van Gironde
Eindklassement Ronde van Gironde
2e etappe Ronde van de Toekomst
2019
3e etappe Ster ZLM Toer
 Noors kampioen op de weg, Elite
2e etappe Ronde van Frankrijk (ploegentijdrit)

## Resultaten in voornaamste wedstrijden
| Jaar | Ronde van Italië | Ronde van Frankrijk | Ronde van Spanje |
| ---- | ---------------- | ------------------- | ---------------- |
| 2017 |                  |                     |                  |
| 2018 |                  | 139e                |                  |
| 2019 |                  | 140e                |                  |
| 2020 |                  | 128e                |                  |
| 2021 |                  | opgave              |                  |
| 2022 |                  | 133e                |                  |
| 2023 |                  |                     |                  |
| 2024 |                  |                     |                  |
| 2025 |                  |                     |                  |

| Jaar | Milaan-San Remo | Gent-Wevelgem | Ronde van Vlaanderen | Parijs-Roubaix | Omloop Het Nieuwsblad | Parijs-Tours | Bretagne Classic |  | WK op de weg |  | Wereldranglijsten |
| ---- | --------------- | ------------- | -------------------- | -------------- | --------------------- | ------------ | ---------------- |  | ------------ |  | ----------------- |
| 2017 |                 | 81e           | 116e                 | 94e            |                       | 13e          |                  |  | 101e         |  | 366e (UWT)        |
| 2018 |                 |               | 43e                  | 16e            | 19e                   | 104e         | 12e              |  |              |  | 171e (UWT)        |
| 2019 | 21e             | 24e           | 99e                  |                |                       |              | 5e               |  | 17e          |  | 83e (UWR)         |
| 2020 | 45e             | 90e           | opgave               |                | opgave                |              |                  |  |              |  |                   |
| 2021 |                 | opgave        | opgave               |                | 36e                   |              |                  |  |              |  |                   |
| 2022 |                 |               |                      |                |                       |              |                  |  |              |  |                   |
| 2023 |                 |               |                      |                |                       |              | opgave           |  |              |  |                   |
| 2024 |                 |               | opgave               | buit.tijd      | 74e                   |              |                  |  |              |  |                   |
| 2025 |                 |               |                      |                | 150e                  |              |                  |  |              |  |                   |

## Ploegen
- 2013 –  Team Plussbank
- 2014 –  Team Sparebanken Sør
- 2015 –  Team Joker
- 2016 –  Team Joker Byggtorget[2]
- 2017 –  Team LottoNL-Jumbo
- 2018 –  Team LottoNL-Jumbo
- 2019 –  Team Jumbo-Visma
- 2020 –  Team Jumbo-Visma
- 2021 –  Team BikeExchange
- 2022 –  Team BikeExchange Jayco
- 2023 –  Team BikeExchange-Jayco
- 2024 –  Team Jayco AlUla
- 2025 –  Uno-X Mobility

Aasvold · Enger · Erland · Hodnebrog · Hoem · Jansen · Johansson · Larsen · Lunke · Mørland · Røinås · Schmidt · Vangstad (stagiair)
Aasvold · Enger · Erland · Hodnebrog · Hoem · Jansen · Kaggestad · Larsen · Lunke · Mørland · Røinås · Schmidt · Vangstad
Borgersen · Eiking · Hoelgaard · Hoem · Jansen · Korsæth · Laengen · Lindau · Lunke · Skaarseth · Stien · Wilson · Halvorsen (stagiair)
Battaglin · Bennett · Boom · Bouwman · Campenaerts   · Castelijns · Clement · De Tier · van Emden · Gesink · Groenewegen · Jansen · Keizer · Kruijswijk · Lammertink · Leezer · Lindeman · Lobato · Martens · Olivier · Roglič · Roosen · Tankink · Tolhoek · Van den Broeck · Van Hoecke · Vermeulen · Wagner · Wynants · Janssen (stagiair)
Battaglin · Bennett · Boom · Bouwman · Clement · De Tier · Eenkhoorn · van Emden · Gesink · Groenewegen · Jansen · Kruijswijk · Kuss · Leezer · Lindeman · Martens · Olivier · van Poppel · Powless · Roglič · Roosen · Tankink · Tolhoek · Van Hoecke · Wagner · Wynants
Van Aert · Bennett · Bouwman · De Plus · Dumoulin · Eenkhoorn · Foss · Gesink · Groenewegen · Harper · Hofstede · Jansen · Kruijswijk · Kuss · Leezer · Lindeman · Martens · Martin · Pfingsten · Roglič   · Roosen · Teunissen · Tolhoek · Van der Hoorn · Van Emden · Vingegaard · Wynants
Bauer · Bewley · Bookwalter · Chaves · Colleoni · Durbridge · Edmondson · Grmay · Groves · Hamilton · Hepburn · Howson · Jansen · Juul-Jensen · Kangert · Konysjev · Matthews · Meyer · Mezgec · Nieve · Peák · Schultz · Scotson · Smith · Stannard · Yates · Zejts · Choon (stagiair) · O'Brien (stagiair)
Balmer · Bauer · Bewley · Colleoni · Craddock · Durbridge · Edmondson · Grmay · Groenewegen · Groves · Hamilton · Hepburn · Howson · Jansen · Juul-Jensen · Kangert · Konysjev  · Maas · Matthews · Meyer · Mezgec · O'Brien · Peña · Reinders (vanaf 23/8) · Schultz · Scotson · Smith · Sobrero · Stewart · Yates · Bogusławski (stagiair) · De Pretto (stagiair) · Foldager (stagiair)
Balmer · Berhe · Colleoni · Craddock · De Marchi · Dunbar · Durbridge · Engelhardt · Grmay · Groenewegen · Hamilton · Harper · Hepburn · Jansen · Juul-Jensen · Maas · Matthews · Mezgec · O'Brien · Peña · Porter · Pöstlberger · Quick · Reinders · Scotson · Sobrero · Stewart · Štybar · Yates · Zana · Jørgensen (stagiair) · McKenzie (stagiair)
Berhe · Craddock · De Marchi · De Pretto · Dunbar · Durbridge · Engelhardt · Ewan · Foldager · Groenewegen · Hamilton · Harper · Hepburn · Jansen · Juul-Jensen · Maas · Matthews · Mezgec · O'Brien · Peña · Plapp · Porter · Quick · Reinders · Schmid · Scotson · Stewart · Walscheid · Yates · Zana